# Мионица
Мионица је градско насеље у Србији и седиште истоимене општине у Колубарском управном округу. Према попису из 2022. било је 1.590 становника.

## Историја
Мионица се почетком 20. века делила на село и варошицу Мионицу. Село Мионица, које се у турским пописима бележи већ 1527/1528, се налази са обе стране речице Рибнице, притоке реке Колубаре. Варошица Мионица, која се почела насељавати тек од 1860, налази се на средини атара истоименог села. Мионица је данас општинско средиште.
Решењем скупштине потврђеним од Краља од 23. априла 1909. године насеље је добило званичан статус варошице иако се и пре тога сматрало за варошицу.
Мионичка црква, храм Вазнесења Господњег, данас најстарија грађевина у Мионици, саграђена је 1856. Први свештеник био је Тома Лукић, родом из Горњег Мушића.
Сталну основну школу Мионица је добила 1864, али је још од 1827. у мионичким Ракићима приватно учитељевао Степан Јовановић Геренчић, родом из Земуна.

## Демографија
Према попису из 2011. у насељу Мионица (варошица) живи 1361 пунолетни становник, а просечна старост становништва износи 38,4 година (37,6 код мушкараца и 39,1 код жена). У насељу има 581 домаћинство, а просечан број чланова по домаћинству је 2,97.
Ово насеље је великим делом насељено Србима (према попису из 2002), а у последња три пописа, примећен је пораст у броју становника.
|             | \| Демографија[1] \| Демографија[1] \| Демографија[1] \| \| Година \| Становника \| Становника \| \| -------------- \| -------------- \| -------------- \| \| 1948. \| 568 \| \| \| 1953. \| 656 \| \| \| 1961. \| 860 \| \| \| 1971. \| 1.227 \| \| \| 1981. \| 1.438 \| \| \| 1991. \| 1.679 \| 1.624 \| \| 2002. \| 1.723 \| 1.776 \| \| 2011. \| 1.620 \| \| |            |
| Демографија | |            |
| Година      | Становника | Становника |
| 1948.       | 568 |            |
| 1953.       | 656 |            |
| 1961.       | 860 |            |
| 1971.       | 1.227 |            |
| 1981.       | 1.438 |            |
| 1991.       | 1.679 | 1.624      |
| 2002.       | 1.723 | 1.776      |
| 2011.       | 1.620 |            |

| Етнички састав према попису из 2002.‍ | Етнички састав према попису из 2002.‍ | Етнички састав према попису из 2002.‍ | Етнички састав према попису из 2002.‍ | Етнички састав према попису из 2002.‍ |
| ------------------------------------ | ------------------------------------ | ------------------------------------ | ------------------------------------ | ------------------------------------ |
|                                      |                                      |                                      |                                      |                                      |
| Срби                                 | Срби                                 |                                      | 1.663                                | 96,51%                               |
| Роми                                 | Роми                                 |                                      | 17                                   | 0,98%                                |
| Југословени                          | Југословени                          |                                      | 4                                    | 0,23%                                |
| Словенци                             | Словенци                             |                                      | 3                                    | 0,17%                                |
| Муслимани                            | Муслимани                            |                                      | 2                                    | 0,11%                                |
| Хрвати                               | Хрвати                               |                                      | 1                                    | 0,05%                                |
| Мађари                               | Мађари                               |                                      | 1                                    | 0,05%                                |
| Македонци                            | Македонци                            |                                      | 1                                    | 0,05%                                |
| Буњевци                              | Буњевци                              |                                      | 1                                    | 0,05%                                |
| непознато                            | непознато                            |                                      | 25                                   | 1,45%                                |

| Број домаћинстава                                        | 165 | 209 | 287 | 403 | 496 | 582 | 581 |   |   |           |        |
| Број домаћинстава по броју чланова према попису из 2002. |     |     |     |     |     |     |     |   |   |           |        |
| Број чланова                                             | 1   | 2   | 3   | 4   | 5   | 6   | 7   | 8 | 9 | 10 и више | Просек |
| Број домаћинстава                                        | 114 | 128 | 115 | 148 | 48  | 23  | 3   | 1 | 1 | 0         | 2,97   |

| Пол    | Укупно | Неожењен/Неудата | Ожењен/Удата | Удовац/Удовица | Разведен/Разведена | Непознато |
| ------ | ------ | ---------------- | ------------ | -------------- | ------------------ | --------- |
| Мушки  | 679    | 208              | 431          | 18             | 16                 | 6         |
| Женски | 751    | 159              | 436          | 115            | 38                 | 3         |
| УКУПНО | 1.430  | 367              | 867          | 133            | 54                 | 9         |

| Пол    | Укупно                    | Пољопривреда, лов и шумарство | Рибарство                            | Вађење руде и камена | Прерађивачка индустрија       |
| ------ | ------------------------- | ----------------------------- | ------------------------------------ | -------------------- | ----------------------------- |
| Мушки  | 313                       | 13                            | 0                                    | 1                    | 108                           |
| Женски | 292                       | 7                             | 0                                    | 0                    | 85                            |
| УКУПНО | 605                       | 20                            | 0                                    | 1                    | 193                           |
| Пол    | Производња и снабдевање   | Грађевинарство                | Трговина                             | Хотели и ресторани   | Саобраћај, складиштење и везе |
| Мушки  | 13                        | 22                            | 43                                   | 16                   | 18                            |
| Женски | 6                         | 5                             | 37                                   | 12                   | 4                             |
| УКУПНО | 19                        | 27                            | 80                                   | 28                   | 22                            |
| Пол    | Финансијско посредовање   | Некретнине                    | Државна управа и одбрана             | Образовање           | Здравствени и социјални рад   |
| Мушки  | 1                         | 6                             | 41                                   | 12                   | 8                             |
| Женски | 12                        | 5                             | 45                                   | 26                   | 37                            |
| УКУПНО | 13                        | 11                            | 86                                   | 38                   | 45                            |
| Пол    | Остале услужне активности | Приватна домаћинства          | Екстериторијалне организације и тела | Непознато            | Непознато                     |
| Мушки  | 5                         | 0                             | 0                                    | 6                    | 6                             |
| Женски | 8                         | 0                             | 0                                    | 3                    | 3                             |
| УКУПНО | 13                        | 0                             | 0                                    | 9                    | 9                             |